# Les Médecins (La Fontaine)
Pour l’article homonyme, voir Les Médecins.
Les Médecins est la douzième fable du livre V de Jean de La Fontaine situé dans le premier recueil des Fables de La Fontaine, édité pour la première fois en 1668.

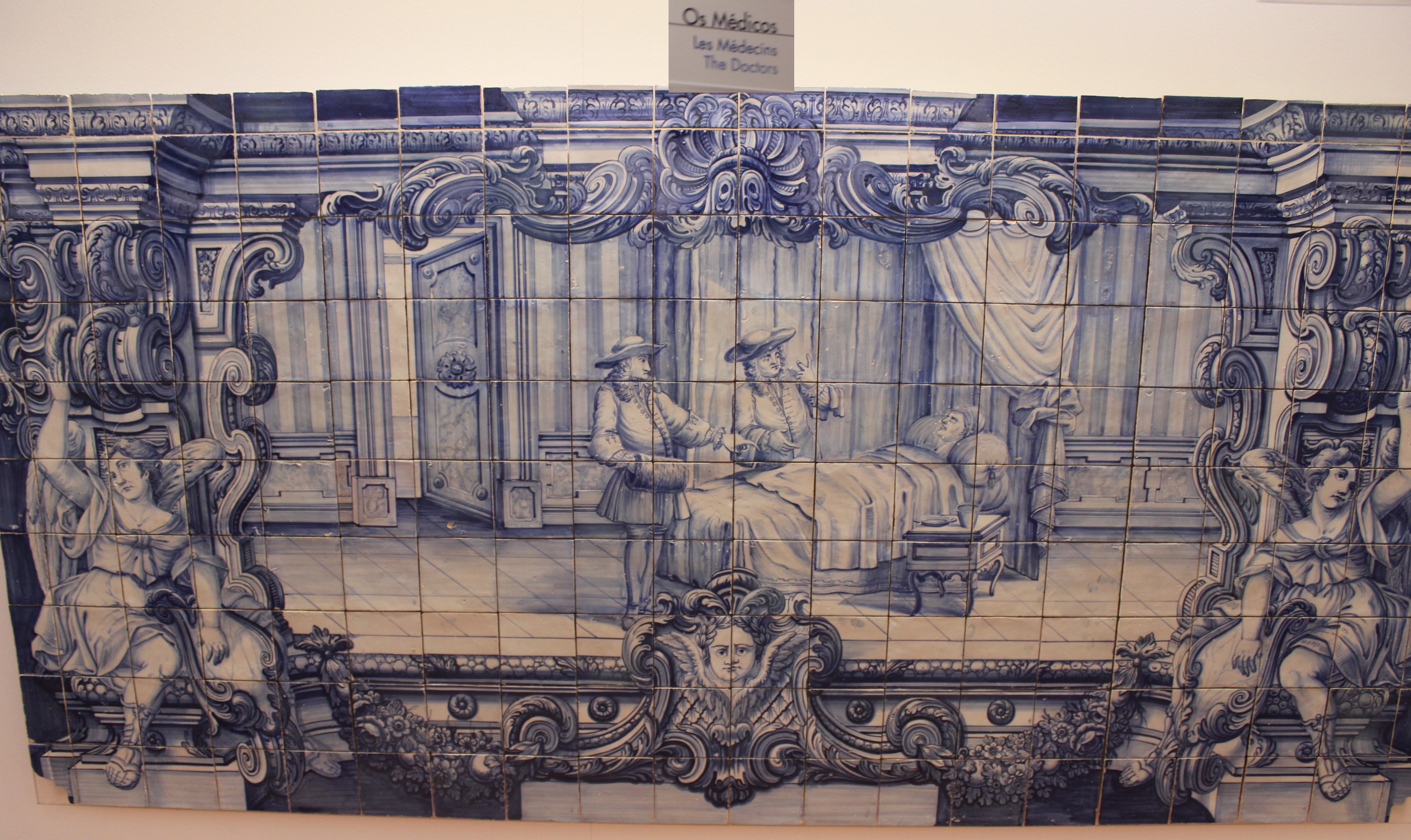
Les médecins - Azulejos - Monastère de Saint-Vincent de Fora (Lisbonne).

Le médecin Tant-pis allait voir un malade

Que visitait aussi son confrère Tant-mieux.

Ce dernier espérait quoique son camarade

Soutint que le gisant irait voir ses aïeux.

Tous deux s'étant trouvés différents pour la cure,

Leur malade paya le tribut à nature,

Après qu'en ses conseils Tant-pis eut été cru.

Ils triomphaient encor sur cette maladie.

L'un disait: il est mort; je l'avais bien prévu.

S'il m'eût cru, disait l'autre, il serait bien en vie.      
— Jean de La Fontaine, Fables de La Fontaine, Les Médecins